# Okręg Leuk
Leuk (niem. Bezirk Leuk, fr. District de Loèche) – okręg w Szwajcarii, w kantonie Valais. Siedziba administracyjna okręgu znajduje się w miejscowości Leuk.  
Okręg składa się z dwunsastu gmin (Politische Gemeinde; commune) o powierzchni 335,27 km² i o liczbie mieszkańców 12 877.

## Gminy
1. Agarn
2. Albinen
3. Ergisch
4. Gampel-Bratsch
5. Guttet-Feschel
6. Inden
7. Leuk
8. Leukerbad
9. Oberems
10. Salgesch
11. Turtmann-Unterems
12. Varen

## Zmiany administracyjne
- 1 października 2000
  - utworzenie gminy Guttet-Feschel z gmin Guttet i Feschel
- 1 stycznia 2009
  - utworzenie gminy Gampel-Bratsch z gmin Gampel i Bratsch
- 1 stycznia 2013
  - przyłączenie gminy Erschmatt do miasta Leuk
  - utworzenie gminy Turtmann-Unterems z gmin Turtmann i Unterems